# Chilicola smithpardoi
Chilicola smithpardoi är en biart som beskrevs av Michener 2002. Chilicola smithpardoi ingår i släktet Chilicola och familjen korttungebin. Inga underarter finns listade i Catalogue of Life.